# Henry Marshal (évêque d'Exeter)
Henry Marshal est un prélat catholique anglais, mort en 1206. Il devient évêque d'Exeter en 1194.

## Biographie
Il est le fils de Jean le Maréchal et sa femme Sybilla, la sœur de Patrick de Salisbury, le 1er comte de Salisbury. Il est le frère cadet de Guillaume le Maréchal, qui est conseiller des rois Henri II, Richard Cœur de Lion, Jean sans Terre et Henri III.
Henry Marshal devient doyen d'York le 15 septembre 1189, probablement grâce à son frère. À ce poste, il se querelle avec son supérieur, l'archevêque Geoffroy, qui l'excommunie au début de l'an 1190. Marshal poursuit cependant ses activités de doyen et devient juge royal.
En 1194, grâce à l'appui de son frère et de l'archevêque de Canterbury Hubert Walter, Henry Marshal est nommé évêque d'Exeter, un siège vacant depuis trois ans. Il est nommé le 10 février 1194 puis consacré vers le 28 mars 1194 par Hubert Walter à Canterbury. Durant son épiscopat, il dote sa cathédrale d'un chapitre de chanoines et fait édifier plusieurs églises dans son diocèse. Il aurait également fait achever la construction de la cathédrale Saint-Pierre d'Exeter. Par ailleurs, il entretient de bonnes relations avec le baron William Brewer, qui fait construire les abbayes de Torre et de Dunkeswell dans son diocèse.
Marshal meurt en 1206, probablement le 1er novembre. Il repose en la cathédrale d'Exeter ; sa tombe est marquée de l'effigie d'évêque,.